# Eyjafjarðardalur
Eyjafjarðardalur är en dal i republiken Island.   Den ligger i regionen Norðurland eystra, i den centrala delen av landet, 210 km nordost om huvudstaden Reykjavík.